# Mengeringhausen
Mengeringhausen è una frazione della città tedesca di Bad Arolsen, nell'Assia, che ha avuto lo status di comune autonomo fino al 1974.